# Rásonysápberencs
Rásonysápberencs is een plaats (község) en gemeente in het Hongaarse comitaat Borsod-Abaúj-Zemplén. Rásonysápberencs telt 564 inwoners (2001).